# Mustang (Teksas)
Mustang – miasto w Stanach Zjednoczonych, w stanie Teksas, w hrabstwie Navarro.